# Microregione di Irecê
Irecê è una microregione dello Stato di Bahia in Brasile, appartenente alla mesoregione di Centro-Norte Baiano.

## Comuni
Comprende 19 comuni:
- América Dourada
- Barra do Mendes
- Barro Alto
- Cafarnaum
- Canarana
- Central
- Gentio do Ouro
- Ibipeba
- Ibititá
- Iraquara
- Irecê
- João Dourado
- Jussara
- Lapão
- Mulungu do Morro
- Presidente Dutra
- São Gabriel
- Souto Soares
- Uibaí

| Controllo di autorità | VIAF (EN) 2666150325525910090009 |